# کاوال رود
کاوال رود (انگلیسی: Kawal Rhode؛ زادهٔ) مهندس پزشک و مدرس اهل انگلستان است.